# Maria Pucci
Maria Pucci (Catanzaro, 23 aprile 1919 – Perugia, 10 agosto 1996) è stata una politica italiana.

## Biografia
Figlia di Eduardo (di professione geometra) e di Pia Marcolini (maestra), Maria Pucci si laurea all'Università di Bologna nel 1941. Inizia a insegnare, e nel 1944 si trasferisce al Liceo Classico di Macerata. Iscritta all'Azione Cattolica, assume ruoli dirigenziali sin da subito, in qualità di rappresentante dei gruppi femminili. Nel 1945 aderisce alla Democrazia Cristiana.
Si candida all'Assemblea Costituente ma non risulta eletta. Alle elezioni politiche del 1948 viene invece eletta alla Camera dei Deputati, sempre con la DC, nella Circoscrizione Ancona-Pesaro-Macerata-Ascoli Piceno. Nel frattempo, nel 1946 era divenuta la prima donna eletta al Consiglio comunale di Macerata.
Si dimette dal Parlamento il 13 dicembre 1950, a seguito del matrimonio con il giudice Giulio Cesare Cernetti e della sua maternità, motivando le dimissioni proprio con il desiderio di dedicarsi alla famiglia. Venne sostituita dal primo dei non eletti, Giuseppe Mario Boidi.